# Ayuntamiento de Pozuelo de Alarcón
El Ayuntamiento de Pozuelo de Alarcón es el órgano encargado del gobierno y administración del municipio de Pozuelo de Alarcón, situado en la Comunidad de Madrid, España. Está presidido por el alcalde. En 2023 ocupa dicho cargo Paloma Tejero Toledo, del PP.
Esta administración tiene su sede en la plaza Mayor.

## Alcaldes
| Periodo   | Nombre                                                         | Partido                           |
| --------- | -------------------------------------------------------------- | --------------------------------- |
| 1979-1983 | Juan Carlos García de la Rasilla                               | Unión de Centro Democrático (UCD) |
| 1983-1987 | José Martín-Crespo Díaz                                        | Alianza Popular (AP)              |
| 1987-1991 | José Martín-Crespo Díaz                                        | Alianza Popular (AP)              |
| 1991-1995 | José Martín-Crespo Díaz                                        | Partido Popular (PP)              |
| 1995-1999 | José Martín-Crespo Díaz                                        | Partido Popular (PP)              |
| 1999-2003 | José Martín-Crespo Díaz                                        | Partido Popular (PP)              |
| 2003-2007 | Jesús Sepúlveda                                                | Partido Popular (PP)              |
| 2007-2011 | Jesús Sepúlveda (2007-2009) Gonzalo Aguado Aguirre (2009-2011) | Partido Popular (PP)              |
| 2011-2015 | Paloma Adrados                                                 | Partido Popular (PP)              |
| 2015-2019 | Susana Pérez Quislant                                          | Partido Popular (PP)              |
| 2019-2023 | Susana Pérez Quislant                                          | Partido Popular (PP)              |
| 2023-act. | Paloma Tejero Pozuelo                                          | Partido Popular (PP)              |

## Pleno
| Partido político | Partido político                                                    | 1979   | 1983   | 1987   | 1991   | 1995   | 1999   | 2003   | 2007   | 2011   | 2015   | 2019   | 2023   |
| Partido político | Partido político                                                    | Ediles | Ediles | Ediles | Ediles | Ediles | Ediles | Ediles | Ediles | Ediles | Ediles | Ediles | Ediles |
|                  | Alianza Popular (AP)-Partido Popular (PP)                           | 0      | 11     | 11     | 13     | 18     | 15     | 16     | 19     | 17     | 14     | 11     | 17     |
|                  | Vox                                                                 | —      | —      | —      | —      | —      | —      | —      | —      | —      | 0      | 4      | 4      |
|                  | Partido Socialista Obrero Español (PSOE)                            | 7      | 9      | 6      | 7      | 4      | 10     | 9      | 6      | 4      | 3      | 4      | 3      |
|                  | Somos Pozuelo (SPOZ)                                                | —      | —      | —      | —      | —      | —      | —      | —      | —      | 3      | 1      | 1      |
|                  | Ciudadanos (CS)                                                     | —      | —      | —      | —      | —      | —      | —      | —      | —      | 5      | 5      | 0      |
|                  | Partido Comunista de España (PCE)-Izquierda Unida (IU)              | 0      | 1      | 0      | 0      | 2      | 0      | 0      | 0      | 1      | 0      | —      | 0      |
|                  | Unión Progreso y Democracia (UPyD)                                  | —      | —      | —      | —      | —      | —      | —      | —      | 3      | 0      | —      | —      |
|                  | CDP                                                                 | 3      | 1      | —      | —      | —      | —      | —      | —      | —      | —      | —      | —      |
|                  | Partido de los Independientes de España (PIE)                       | —      | —      | —      | —      | 1      | —      | —      | —      | —      | —      | —      | —      |
|                  | Unión de Centro Democrático (UCD)-Centro Democrático y Social (CDS) | 11     | 0      | 4      | 1      | 0      | 0      | 0      | —      | —      | —      | —      | —      |

## Resultados electorales
| Partido político                         | 2023  | 2023   | 2023       | 2019  | 2019   | 2019       | 2015  | 2015   | 2015       | 2011  | 2011   | 2011       | 2007  | 2007   | 2007       |
| Partido político                         | %     | Votos  | Concejales | %     | Votos  | Concejales | %     | Votos  | Concejales | %     | Votos  | Concejales | %     | Votos  | Concejales |
| Partido Popular (PP)                     | 55,75 | 27 576 | 17         | 40,28 | 18 935 | 11         | 45,76 | 20 063 | 14         | 61,34 | 25 319 | 17         | 67,18 | 27 455 | 19         |
| Vox                                      | 16,13 | 7981   | 4          | 13,69 | 6483   | 4          | 4,30  | 1884   | 0          | —     | —      | —          | —     | —      | —          |
| Partido Socialista Obrero Español (PSOE) | 13,11 | 6487   | 3          | 16,01 | 7528   | 4          | 11,48 | 5032   | 3          | 16,14 | 6662   | 4          | 23,82 | 9735   | 6          |
| Somos Pozuelo (SPOZ)                     | 5,63  | 2786   | 1          | 6,81  | 3205   | 1          | 11,20 | 4911   | 3          | —     | —      | —          | —     | —      | —          |
| Ciudadanos (CS)                          | 2,90  | 1436   | 0          | 19,45 | 9146   | 5          | 19,50 | 8548   | 5          | 0,93  | 384    | 0          | —     | —      | —          |
| Podemos-Izquierda Unida (IU)             | 1,11  | 549    | 0          | —     | —      | —          | 2,42  | 1062   | 0          | 5,04  | 2080   | 1          | 2,45  | 1000   | 0          |
| Unión Progreso y Democracia (UPyD)       | —     | —      | —          | —     | —      | —          | 3,26  | 1428   | 0          | 10,95 | 4519   | 3          | —     | —      | —          |

## Evolución de la deuda viva municipal
El concepto de deuda viva contempla sólo las deudas con cajas y bancos relativas a créditos financieros, valores de renta fija y préstamos o créditos transferidos a terceros, excluyéndose, por tanto, la deuda comercial.
| Gráfica de evolución de la deuda viva del Ayuntamiento entre 2008 y 2023                                     |
| |
| Deuda viva del Ayuntamiento de Pozuelo de Alarcón, en miles de euros, según datos del Ministerio de Hacienda |